# Presidencia de la Plaza
Presidencia de la Plaza est une ville de la province du Chaco, en Argentine, et le chef-lieu du département de Presidencia de la Plaza.
La ville porte le nom d'un ancien président argentin du début du XXe siècle, Victorino de la Plaza.